# Octarrhena gracilis
Octarrhena gracilis är en orkidéart som först beskrevs av Louis Otho Otto Williams, och fick sitt nu gällande namn av André Schuiteman. Octarrhena gracilis ingår i släktet Octarrhena och familjen orkidéer. Inga underarter finns listade i Catalogue of Life.